# Emir (zpěvák)
Emir (*7. září 1980, Istanbul, Turecko) je turecký popový zpěvák. Vystudoval komunikaci na Mamarské univerzitě. V roce 2009 jeho píseň Eline Düştüm vyhrála cenu Nejžádanější píseň roku, která je jednou z cen Istanbul FM. Písně z jeho debutového alba obsadily tři pozice v Top 5 Turkish Singles Chart. První píseň dala i název celému albu Ben Sen Olaman. Druhou příčku obsadila píseň Eline Düştüm a čtvrtou příčku píseň Tornistan. Píseň Súdán Sebep dosáhla v top v Turkish Chart v červnu 2012.

## Diskografie
- Ben Sen Olamam - 2009
- Ateşten Bir Rüzgar - 2012
- Tutuşmayan Kalmasın - 2013